# Джо Лара
Вільям Джозеф Лара (англ. William Joseph Lara; 2 жовтня 1962, Сан-Дієго, Каліфорнія, США — 29 травня 2021) — американський актор і музикант.

## Творчі здобутки
Відомий у ролі Тарзана в американському серіалі «Тарзан: Героїчні пригоди». Лара грав Тарзана у фільмі «Тарзан у Мангеттені». Він також з'являвся в багатьох бойовиках, в тому числі «Сталева межа», «Американський кіборг: Сталевий воїн». Джо Лара відмовився зніматися у фільмах 2002 року, щоб продовжити кар'єру в музиці кантрі.
Загинув 29 травня 2021 року в авіакатастрофі зі своєю дружиною на борту одномоторного літака Cessna C501.

## Фільмографія
| Рік       |    | Українська назва                    | Оригінальна назва                   | Роль                 |
| --------- | -- | ----------------------------------- | ----------------------------------- | -------------------- |
| 2002      | в  | Зоряний вогонь заколоту             | Starfire Mutiny                     | Сем Телбот           |
| 2001      | ф  | Гра зі смертю                       | Death Game                          | Міккі Хайден         |
| 2001      | ф  | Втеча мерця                         | Dead Man's Run                      | Дерек                |
| 2000      | ф  | Виконавець вироку                   | Doomsdayer                          | Джек Логан           |
| 2000      | ф  | Дуже скупий чоловік                 | Very Mean Men                       | детектив Міллер      |
| 2000      | в  | Зона нанесення удару                | Strike Zone                         | Данк Стівенс         |
| 2000      | с  | Чудова сімка                        | The Magnificent Seven               | Пейсі Маккормік      |
| 1996—2000 | с  | Тарзан: Героїчні пригоди            | Tarzan: The Epic Adventures         | Тарзан               |
| 1999      | ф  | Ліма: Порушуючи мовчання            | Lima: Breaking the Silence          | Віктор               |
| 1999      | ф  | Операція загону «Дельта» 4          | Operation Delta Force 4: Deep Fault | Маккінні             |
| 1998      | ф  | Армстронг                           | Armstrong                           | «Кінський хвіст»     |
| 1998      | с  | Конан                               | Conan                               | Камікон              |
| 1997      | тф | Операція загону «Дельта»            | Operation Delta Force               | Йохан Неш            |
| 1996      | тф | Тарзан: Героїчні пригоди            | Tarzan: The Epic Adventures         | Тарзан               |
| 1996      | ф  | Боєголовка                          | Warhead                             | Крафт                |
| 1995      | ф  | Регенератор                         | Final Equinox                       | Лугар                |
| 1995      | в  | Людина-бомба                        | Human Timebomb                      | Прайс                |
| 1995      | в  | Голографічна людина                 | Hologram Man                        | Декода               |
| 1995      | в  | Сталева межа                        | Steel Frontier                      | Юма                  |
| 1993      | с  | Рятівники Малібу                    | Baywatch                            | Френк Рендалл        |
| 1993      | с  | Тропічна спека                      | Sweating Bullets                    | Девон Медсен         |
| 1993      | ф  | Американський кіборг: Сталевий воїн | American Cyborg: Steel Warrior      | Остін                |
| 1992      | ф  | Опівнічна спека                     | Sunset Heat                         | Тодд                 |
| 1992      | тф | Небезпечний острів                  | Danger Island                       | Метт                 |
| 1990      | тф | Останній апач                       | Gunsmoke: The Last Apache           | Вовк                 |
| 1989      | тф | Тарзан у Мангеттені                 | Tarzan in Manhattan                 | Тарзан               |
| 1988      | ф  | Нічні війни                         | Night Wars                          | американський солдат |